# Леки крайцери тип „Емералд“
Емералд (на английски: Emerald) са тип британски леки крайцери на Британския Кралски флот, от края на 1920-те години. Развитие на крайцерите тип „Даная“ и британският отговор на германските леки крайцери тип „Брумер“. Всичко от проекта са поръчани 3 единици, от които са построени 2: „Емералд“ (на английски: HMS Emerald) и „Ентърпрайз“ (на английски: HMS Enterprise).

## История на създаването
Новите британски крайцери са предназначени за разузнаване при ескадрите от линейни кораби и лидиране на минно-торпедни съединения (както „Аретуза“ и неговите потомци), а също да могат да изпълняват и самостоятелни задачи, действайки на океанските комуникации против рейдерите на противника или съпровождайки конвои (като „Тауните“). За това и особено внимание при проектирането е отделено на мореходността. За подобряването ѝ, а също и за намаляване на заливаемостта на носовите оръдия и носовите палубни конструкции при плаване в открито море е удължен полубака и увеличена височината на надводния борд.

## Конструкция
Благодарение на усъвършенстваната си конструкция крайцерите тип „Е“ се държат добре по вълната и заслужават своята репутация на „сухи“, чрез което се отличават от ранните британски леки крайцери.
В качеството на силова установка е избрана компактната 40 000 к.с. установка от най-съвременните към този момент лидери от типа „Шекспир“, които имат висока скорост. В съответствие с по-голямата водоизместимост на крайцерите съставът на оборудването на тази установка е удвоен, а за поместването му в корпусите на за пръв път се използва ешелонната схема на разположение, при която котелните и машинните отделения в две групи са разположени една зад друга.

### Въоръжение

#### Артилерийско въоръжение
Крайцерите са въоръжени със седем 152-мм оръдия BL Mk XII с дължина на ствола 45 калибра. Проектът предвижда поставянето на техните установки на лафетите CPXIV с централна ос и броневи щитове с дебелина 25,1 мм. Пет от седемте оръдия на главния калибър трябва да са разположени в диаметралната плоскост (по две линейно-терасовидно на носа и на кърмата, едно – зад кърмовия комин), а двете оставащи да са разположени побордно на издигната платформа зад средния комин. Обаче в хода на продължителния период на дострояване е прието решението да се въоръжи съгласно проекта само крайцера HMS Emerald, а на HMS Enterprise вместо носовата двойка едностволни установки е монтирана двуоръдейната експериментална куполна установка MkXVII.
Ъгълът на вертикално насочване на оръдията съставлява от −5° до +40°, при това далечината на стрелба може да достигне 19 660 м, скорострелността е от 5 до 7 изстрела в минута. Насочването и зареждането на оръдията са ръчни. В качеството на боеприпаси се използват бронебойните снаряди от типа CPBC 2crh с тегло 45,36 кг, полубронебойните от типа CPC 4crh с тегло 45,3 кг и фугасни от два типа: HE 4crh с тегло 45,3 кг и HE 6crh – 50,8 кг. Метателният заряд с стандартен 12,3 кг SC 122 или усилен 15,54 кг SC 150, начално налягане при изстрела от 3150 кг/см². Боекомплектът на един ствол съставлява 240 за носовите оръдия или 215 – за останалите.
Всички установки на главния калибър имат отделни погреба за боезапаса, с изключение на бордовите оръдия, общият погреб на които се намира между котелно отделение X и носовото машинно отделение. Подаването на боеприпаси се осъществява чрез жлебови подемници. Горният край на подемниците са снабдени с пламегасители, за да се предотврати разпространението на огъня.
Предполага се в качеството на зенитно въоръжение на крайцерите са се поставят по две 102-мм оръдия QF Mark V с дължина на ствола 45 калибра на едностволните открити зенитни лафети HA Mark III. В периода на строителството техният брой е увеличен до три. Две оръдия са разположени побордно на направени зад кърмовия пост за управление на стрелбата платформи на шелтердека, а третото е монтирано в края на кърмовия шелтердек зад 152-мм оръдие в позиция „X“. Изстрелите към него са унитарни патрони с фугасни и зенитно-шрапнелни снаряд, с по 100 (150) изстрела на ствол. Насочването и зареждането на оръдията е ръчно. Скорострелността им съставлява до 14 изстрела в минута, ъгълът на вертикално насочване е от −5° до +80°, далечината на стрелба – 15 020 м, по височина – 9450 м.
Заради увеличаването на броя на голямокалибрените зенитки вместо три са поставени два 40-мм зенитни автомата Vickers QF 2 pounder Mark II и осем 7,69-мм картечници Lewis. На крайцера HMS Emerald 40-мм автомати са разположени на крилата на носовата надстройка, на HMS Enterprise – на късия носов шелтердек. В техния боезапас влизат унитарните осколочно-фугасни патрони тип HE в брезентови ленти с разчет 800 изстрела на ствол. Темпът на стрелба съставлява 200 изстрела в минута. Практическата скорострелност на автоматите съставлява 75 изстрела в минута при максимална далечина на стрелбата 3475 м. Ъгълът на вертикално насоччване е от −5° до +80°.

#### Минно-торпедно въоръжение
Торпедното въоръжение на крайцерите е съставено от четири 533-мм въртящи се тритръбни апарата DRIII с разположение на тръбите във вид на триъгълник. Те са разположени по двойки побордно на горната палуба пред кърмовия комин и на нивото на гротмачтата. В боекомплектът им влизат 533-мм торпеда MkV със заряд ВВ от 227 кг и далечина от 13 км ход при скорост 25 възела.

### Енергетична установка
Турбозъбчатите агрегати (ТЗА) със сумарна проектна мощност от 80 000 к.с. се състоят от парни турбини ниско и високо налягане и са доставени за крайцера HMS Emerald от компанията Wal-Isend Slipway and Engineering Company, Ltd., а за крайцера HMS Enterprise – от строящата кораба компания John Brown Shipbuilding and Engineering Works Company, Ltd., Clyde-bank, Glasgow. Турбините са разположени в машинните отделения по две и са свързани с гребните валове посредством едностепенен редуктор. Външната двойка винтове се задвижва от турбините в носовото машинно отделение, а вътрешната – от турбините на кърмовото.
Нормалният запас гориво съставя 650 тона, а максимално крайцерите могат да приемат до 1745 – 1750 тона нефт. Благодарение на увеличаването на запаса гориво далечината на плаване на крайцерите на скорост на хода близка към максималната съставя 1350 мили, на скорост 20 възела – 3850 мили. Максималната далечина на плаване от 8000 мили се достига на скорост 15 възела.
Проектната скорост съставлява 33 възела при лека и 32 при пълна водоизместимост.
За „Емералд“ леката водоизместимост съставлявао 7312 дълги тона, стандартната 7550, нормалната 8100 и пълната от 9540 д. тона. На проведените през ноември 1925 г. в Английския канал ходови изпитания HMS Emerald на мерната миля при водоизместимост от 8200 д. т и мощност на машините от 80 450 к.с. развива скорост от 32,9 възела.

## История на службата
„Емералд“ – заложен: 23 октомври 1918 г., спуснат: 29 май 1920 г., влиза в строй на 15 януари 1926 г.
„Ентърпрайз“ – заложен: 28 юни 1918 г., спуснат: 23 декември 1919 г., влиза в строй на 7 април 1926 г.

## Коментари
1. ↑  Всички данни се привеждат към 1939 г.